# 16065 Borel
16065 Borel (1999 RE35) là một tiểu hành tinh vành đai chính được phát hiện ngày 11 tháng 9 năm 1999 bởi P. G. Comba ở Prescott.